# Alfons De Winter
Alfons François Marie De Winter (ur. 12 września 1908 w Antwerpii  – zm. 7 lipca 1997) – belgijski piłkarz grający na pozycji pomocnika. W swojej karierze rozegrał 19 meczów w reprezentacji Belgii.

## Kariera klubowa
W swojej karierze piłkarskiej De Winter grał w klubie Beerschot Antwerpia. W sezonach 1937/1938 oraz 1938/1939 wywalczył z Beerschotem dwa tytuły mistrza Belgii.

## Kariera reprezentacyjna
W reprezentacji Belgii De Winter zadebiutował 30 maja 1935 roku w zremisowanym 2:2 towarzyskim meczu ze Szwajcarią, rozegranym w Brukseli. W 1938 roku został powołany do kadry na mistrzostwa świata we Francji. Na nich rozegrał jeden mecz, z Francją (1:3). Od 1935 do 1938 roku rozegrał w kadrze narodowej 19 meczów.